# ヴェルラム伯爵
ヴェルラム伯爵(英: Earl of Verulam)はイギリスの伯爵、貴族。連合王国貴族爵位。
ラッキン準男爵(のちグリムストン準男爵)及びグリムストン子爵を前身として、ウィリアム・グリムストンが1719年に叙位されたことに始まる。
あまたある英国貴族のなかでも、イングランド、スコットランド及びアイルランドの爵位を併せ持ち、くわえてグレートブリテン貴族ならびに連合王国貴族爵位をも保有するきわめて珍しい状態を維持している。

## 歴史

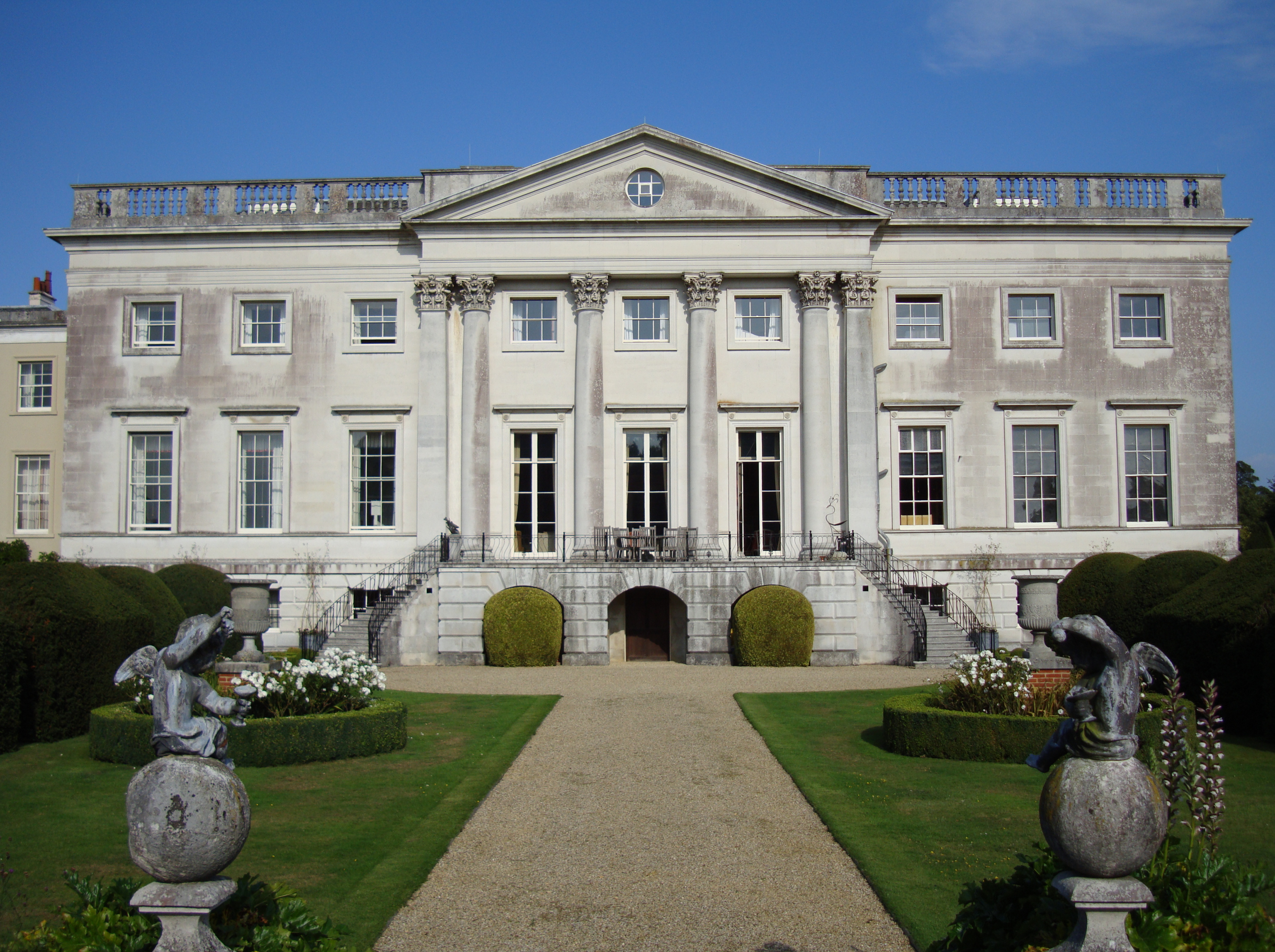
一族の現邸宅であるゴーレムベリー・ハウス。第2種国定建造物に指定。

### ラッキン家の興隆
ラッキン家は本来エセックス地方に住まうヨーマンであったが、15世紀中葉から次第にジェントルマンを自称しはじめた。その祖ウィリアム・ラッキン(William Luckyn,1594-1660)はリトル・ウォルサムに地所を購入するとともに、1628年ごろにはイングランド準男爵位として(エセックス州リトル・ウォルサムの)準男爵(Baronet, of Little Waltham, in the County of Essex)を得た。
2代準男爵カペル(1622-1680)は長期議会におけるハリッジ選挙区選出の議員を務めている。
その孫にあたる4代準男爵ハーボトル(1683–1737)が男子なく死去すると、準男爵位は弟のウィリアムが継承した。

### グリムストン家の財産の継承
5代準男爵ウィリアム(1684–1756)は準男爵を相続する以前の1719年にアイルランド貴族としてグリムストン子爵(Viscount Grimston)及びダンボイン男爵(Baron Dunboyne)に叙せられた。彼はさらに大叔父にあたる第3代グリムストン準男爵の死に伴って地所と財産を相続した際、その姓を「ラッキン」から「グリムストン」に改姓している。初代子爵は19人の子供をもうけたほか、爵位は存命の次男ジェームズ及びその子ジェームズ・バックナルの順で継承されている。
3代子爵ジェームズ・バックナル(1747-1808)は庶民院議員として活動後、1790年にグレートブリテン貴族爵位のハートフォード州におけるゴーレムベリーのヴェルラム男爵(Baron Verulam, of Gorhambury in the County of Hertford)を授けられたため、以降の歴代当主は自動的に貴族院における議席を確保することができた。

### 伯爵家としての歴史
その子であるジェームズ・グリムストン(1775-1845)は襲爵の前年に、母方のいとこからスコットランド貴族爵位のフォレスター卿を相続している。彼は続く1815年には連合王国貴族としてヴェルラム伯爵(Earl of Verulam)に昇叙するとともに、あわせてグリムストン子爵(Viscount Grimston)を授けられた。そのため、初代伯以降の歴代当主は英国貴族の持ちうる5種類すべての爵位を保持する状態に至った。
2代伯ジェームズ(1809-1895)は侍従たる議員やハートフォードシャー統監を務めたほか、熱心なボクシング愛好家としても活動した。
その孫にあたる4代伯ジェームズ(1880–1949)は電気工学技師であったことから電気ケーブルメーカーのエンフィールドケーブル社を設立している。
その子である5代伯ジェームズ(1910-1960)も同社を率いる実業家であったが、彼には子がなかったために爵位は弟のジョン(6代伯)が相続した。
その息子である7代伯ジョン(1951-)がヴェルラム伯爵家現当主であり、一族の邸宅であるゴーレムベリー・ハウスに居を構えている。
一族のモットーは「節度あるは無難なり(Mediocria Firma)」。

## 現当主の保有爵位 / 準男爵位
現当主である第7代ヴェルラム伯爵ジョン・ダンカン・グリムストンは、以下の爵位及び準男爵位を有する。
- 第7代ヴェルラム伯爵(7th Earl of Verulam)
(1815年11月24日の勅許状による連合王国貴族爵位)

- 第10代グリムストン子爵(10th Viscount Grimston)
(1719年5月29日の勅許状によるアイルランド貴族爵位)

- 第7代グリムストン子爵(7th Viscount Grimston)
(1815年11月24日の勅許状による連合王国貴族爵位)

- 第16代コーストーフィンのフォレスター卿（英語版）(16th Lord Forrester of Corstorphine)
(1633年7月22日の勅許状によるスコットランド貴族爵位)

- 第10代ダンボイン男爵（英語版）(10th Baron Dunboyne)
(1719年5月29日の勅許状によるアイルランド貴族爵位)

- 第8代ハートフォード州ゴーレムベリーのヴェルラム男爵(8th Baron Verulam, of Gorhambury in the County of Hertford)
(1790年7月6日の勅許状によるグレートブリテン貴族爵位)

- 第14代(エセックス州リトル・ウォルサムの)準男爵（英語版）(14th Baronet, of Little Waltham, in the County of Essex)
(1628/29年3月2日の勅許状によるイングランド準男爵位)

## 一覧

### （リトル・ウォルサムの）準男爵（1629年）
- 初代準男爵サー・ウィリアム・ラッキン (1594–1660)
- 第2代準男爵サー・カペル・ラッキン（英語版） (1622–1680)
- 第3代準男爵サー・ウィリアム・ラッキン (? - c. 1708)
- 第4代準男爵サー・ハーボトル・ラッキン (1683–1737)
- 第5代準男爵サー・ウィリアム・グリムストン (c. 1684–1756) (1719年にグリムストン子爵創設)

### グリムストン子爵（1719年）
- 初代グリムストン子爵ウィリアム・グリムストン (c. 1683–1756)
- 第2代グリムストン子爵ジェームズ・グリムストン (1711–1773)
- 第3代グリムストン子爵ジェームズ・バックナル・グリムストン（英語版） (1747–1808)
- 第4代グリムストン子爵ジェームズ・ウォルター・グリムストン（英語版） (1775–1845) (1815年にヴェルラム伯爵創設)

### ヴェルラム伯爵（1815年）
- 初代ヴェルラム伯爵ジェームズ・ウォルター・グリムストン（英語版） (1775–1845)
- 第2代ヴェルラム伯爵ジェームズ・ウォルター・グリムストン（英語版） (1809–1895)
- 第3代ヴェルラム伯爵ジェームズ・ウォルター・グリムストン（英語版） (1852–1924)
- 第4代ヴェルラム伯爵ジェームズ・ウォルター・グリムストン（英語版） (1880–1949)
- 第5代ヴェルラム伯爵ジェームズ・ブラバゾン・グリムストン（英語版） (1910–1960)
- 第6代ヴェルラム伯爵ジョン・グリムストン（英語版） (1912–1973)
- 第7代ヴェルラム伯爵ジョン・ダンカン・グリムストン（英語版） (1951 - )

法定推定相続人は現当主の息子であるグリムストン子爵(儀礼称号)ジェームズ・ウォルター・グリムストン(1978 - )。
法定推定相続人の法定推定相続人は、その息子のジョン・イニス・アーチー・グリムストン(2010 - )閣下。

### 註釈
1. ↑  『バークス貴族名鑑（英語版）』(1931年版)によれば、ヴェルラム伯爵のように3つ以上のイギリス内のカントリーをまたいで爵位を持つ家は20世紀においてはアバコーン公爵、ランズダウン侯爵のみであった[1]。ただしその後、ランズダウン侯爵はスコットランド貴族爵位(註:ネアーン卿)と分離したため、現在は様子が異なる[2]。
2. ↑  同荘園はエセックス州チェルムスフォードの北に位置する小村である。
3. ↑  政治家としての盟友の初代ソールズベリー侯爵が尽力してくれたことによる叙爵であるという。
4. ↑  彼は母ハリエットを通じて第5代フォレスター卿の女系子孫であったため、その承継が生じた[11]。